# Carta de Venecia
La Carta de Venecia (denominada también Carta Internacional para la Conservación y Restauración de Monumentos y Sitios) es un documento firmado en la ciudad de Venecia - Italia, en 1964 con motivo del II Congreso Internacional de Arquitectos y Técnicos de Monumentos Históricos, celebrado en mayo de dicho año, en donde se congregaron importantes especialistas de la restauración de monumentos a fin de establecer los principios comunes que deben presidir la conservación y la restauración; considerando que las obras monumentales están cargadas de un mensaje espiritual del pasado que continúan siendo en la vida presente, el testimonio vivo de sus tradiciones.
Entre los principios que se establecen, se proponen las definiciones de "monumento histórico", "conservación" y "restauración", cuyos objetivos son principalmente, salvaguardar tanto la obra de arte (aspecto formal) como el testimonio histórico (significado y valoración).

La Carta de Venecia tiene una visión universalista con respecto al patrimonio cultural, y señala:
Con su mensaje del pasado, los monumentos históricos de diferentes generaciones del ser humano, perduran hasta nuestros días como testigos vivientes de las tradiciones de estas. Cada día hay más personas conscientes de la unidad de los valores humanos, y se refieren a los monumentos antiguos como un patrimonio común. Se reconoce la responsabilidad común de salvaguardar estos sitios para generaciones venideras. Es nuestro deber heredarles la riqueza de su autenticidad. Es esencial que los principios que guían la preservación y restauración de edificaciones antiguas, sean acordados y establecidos internacionalmente, y lograr que cada país se responsabilice de aplicar el plan dentro de su contexto cultural y tradicional.